# التربة (حديد)

تعديل مصدري - تعديل

التربة محلة تابعة لقرية حديد، التابعة لعزلة حقين بمديرية حزم العدين إحدى مديريات محافظة إب في الجمهورية اليمنية، بلغ تعداد سكانها 21 حسب تعداد اليمن لعام 2004.